# کانن ئی‌اواس-۱وی

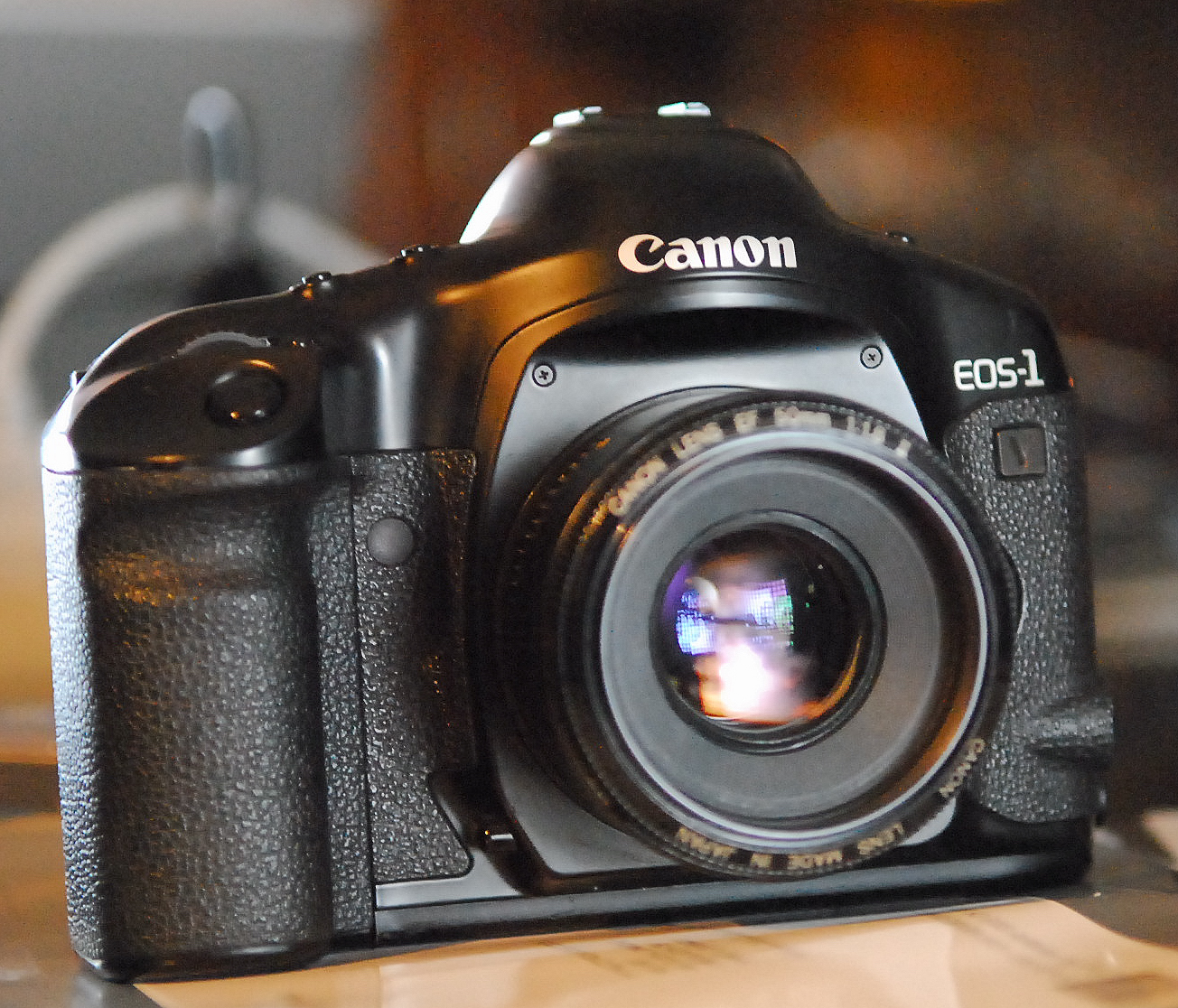
کانن ئی‌اواس-۱وی

کانن ئی‌اواس-۱وی (به انگلیسی: Canon EOS-1v) یک دوربین عکاسی تک‌لنزی بازتابی ساخت شرکت کانن است.